# Jason Pierre-Paul
Jason Pierre-Paul (* 1. Januar 1989 in Deerfield Beach, Florida), Spitzname JPP, ist ein US-amerikanischer American-Football-Spieler auf der Position des Defensive Ends. Er spielte für die New York Giants, die Tampa Bay Buccaneers, die Baltimore Ravens und die New Orleans Saints in der National Football League (NFL). Mit den Giants gewann Pierre-Paul den Super Bowl XLVI, später war er mit den Buccaneers im Super Bowl LV siegreich. Zuletzt stand Pierre-Paul bei den Miami Dolphins unter Vertrag.

## Frühe Jahre
Pierre-Paul wurde als Sohn von haitianischen Emigranten geboren. Nach seiner anfänglichen Phase als Basketballspieler an der Deerfield Beach High School wechselte er nach einer schweren Knieverletzung in das Footballteam.

## College
Als Freshman am College of the Canyons in Kalifornien schaffte er 49 Tackles, 14 Sacks, 19 Tackles for loss, zwei erzwungene Fumbles, eine Interception und einen eroberten  Fumble. Im Jahr 2008 spielte Pierre-Paul für das Fort Scott Community College in Kansas und schaffte 70 Tackles, 10,5 Sacks, drei erzwungene Fumbles und zwei eroberte Fumbles.
Er wechselte zur University of South Florida in Tampa. Im Jahr 2009 hatte er 13 Spiele für die South Florida Bulls bestritten und 45 Tackles (16½ for losses), 6½ Sacks, eine Interception und zwei erzwungene Fumbles geschafft sowie drei Pässe abgewehrt. Er wurde wegen seiner Leistungen von Pro Football Weekly ins All-American-Team gewählt sowie ins Team der All Big East. In der vierten Woche der Saison wurde er zum Defensive Lineman Performer of the Week ernannt. Nach seinem Junior-Jahr beschloss er, an der NFL Draft 2010 teilzunehmen und nicht das Senior-Jahr weiter College Football zu spielen.

## National Football League

### New York Giants
Pierre-Paul wurde von den New York Giants als 15. Spieler bei der NFL Draft 2010 ausgewählt. Am 31. Juli 2010 einigten sich Pierre-Paul und die Giants auf einen Fünfjahresvertrag für 20,05 Millionen US-Dollar mit garantierten 11,629 Millionen Dollar.

#### Saison 2010
Sein NFL-Debüt hatte er am 12. September 2010 gegen die Carolina Panthers im New Meadowlands Stadium, und er verzeichnete dabei zwei Tackles.
Er beendete die Saison mit 16 Einsätzen und schaffte 24 Solo-Tackles sowie 4,5 Sacks.

#### Saison 2011
Aufgrund von Verletzungen bei den Defensive Ends Osi Umenyiora und Justin Tuck schaffte es Pierre-Paul zwölfmal, von Anfang an zu spielen.
Am 11. Dezember 2011, nachdem er schon zwei Sacks und einen erzwungenen Fumble geschafft hatte, blockierte Pierre-Paul Dan Baileys 47-Yards-Field-Goal-Versuch in den letzten Sekunden des Spiels der Giants gegen die Dallas Cowboys, das anschließend von den Giants 37:34 gewonnen wurde.
Dadurch wurde JPP der erste Spieler in der NFL-Geschichte, der es geschafft hat, einen Sack, einen erzwungenen Fumble und einen blockierten Field-Goal-Versuch in einem Spiel zu verzeichnen.
Am 13. Dezember 2011 wurde er zum NFC Defensive Player of the Week ernannt.
Am 27. Dezember 2011 wurde Pierre-Paul, nachdem er bereits 16,5 Sacks verzeichnet hatte, in den Pro Bowl gewählt.
Pierre-Paul wurde auch ins First-Team All-Pro gewählt. Er spielte mit den Giants in den Play-offs und gewann den Super Bowl XLVI gegen die New England Patriots mit 21-17.
Während der Saison 2011 schaffte er es 65 Tackles, 16.5 Sacks, ein Safety und zwei erzwungene Fumbles zu erzielen.

#### Seit 2012
Auch die folgenden Saisons war Pierre-Paul erfolgreich für die Giants tätig. So konnte er 2012 seine erste Interception verbuchen, die auch gleich zu einem Touchdown führte. Das Gleiche gelang ihm auch 2013. Die Spielzeit 2014 beendete er mit insgesamt 12,5 Sacks.
Am Independence Day 2015 kam es zu einem Unfall mit einem Feuerwerkskörper, in dessen Folge Pierre-Paul der Zeigefinger der rechten Hand amputiert werden musste. Nach seiner Genesung konnte er in der Spielzeit 2015 wieder in acht Partien auflaufen.
Auch 2016 und 2017 lief Pierre-Paul als Starting-Defensive End auf und zeigte durchwegs gute Leistungen.

### Tampa Bay Buccaneers
Im März 2018 gaben ihn die Giants im Rahmen eines Trades an die Tampa Bay Buccaneers ab. Mit den Buccaneers gewann er in der Saison 2020 den Super Bowl LV.

### Baltimore Ravens
Am 26. September 2022 unterschrieb Pierre-Paul einen Einjahresvertrag bei den Baltimore Ravens.

### New Orleans Saints
Am 16. November 2023 schloss Pierre-Paul sich dem Practice Squad der New Orleans Saints an. Er kam für die Saints zu einem Einsatz am 12. Spieltag gegen die Atlanta Falcons.

### Miami Dolphins
Am 28. November 2023 nahmen die Miami Dolphins Pierre-Paul für ihren aktiven Kader unter Vertrag. Am 21. Dezember 2023 wurde er nach zwei Einsätzen wieder entlassen.

## Statistiken
| Year                               | Team  | Games | Games | Tackles | Tackles | Tackles | Tackles | Interceptions | Interceptions | Interceptions | Interceptions | Interceptions | Fumbles | Fumbles |
| Year                               | Team  | G     | GS    | Total   | Solo    | Sck     | Sfty    | Int           | Yds           | Lng           | TD            | PD            | FF      |         |
| ---------------------------------- | ----- | ----- | ----- | ------- | ------- | ------- | ------- | ------------- | ------------- | ------------- | ------------- | ------------- | ------- | ------- |
| 2010                               | NYG   | 16    | 0     | 30      | 24      | 4,5     | 0       | -             | -             | -             | -             | 6             | 2       |         |
| 2011                               | NYG   | 16    | 12    | 86      | 65      | 16,5    | 1       | -             | -             | -             | -             | 7             | 2       |         |
| 2012                               | NYG   | 16    | 15    | 66      | 43      | 6,5     | 0       | 1             | 28            | 28            | 1             | 5             | 1       |         |
| 2013                               | NYG   | 11    | 6     | 27      | 20      | 2,0     | 0       | 1             | 24            | 24            | 1             | 4             | 0       |         |
| 2014                               | NYG   | 16    | 16    | 77      | 54      | 12,5    | 0       | -             | -             | -             | -             | 6             | 3       |         |
| 2015                               | NYG   | 8     | 8     | 26      | 21      | 1,0     | 0       | -             | -             | -             | -             | 6             | 0       |         |
| 2016                               | NYG   | 12    | 12    | 53      | 35      | 7,0     | 0       | -             | -             | -             | 1             | 8             | 3       |         |
| 2017                               | NYG   | 16    | 16    | 68      | 48      | 8,5     | 0       | -             | -             | -             | -             | 5             | 2       |         |
| 2018                               | TB    | 16    | 16    | 58      | 48      | 12,5    | 0       | -             | -             | -             | -             | 2             | 1       |         |
| 2019                               | TB    | 10    | 8     | 27      | 24      | 8,5     | 0       | -             | -             | -             | -             | 2             | 2       |         |
| 2020                               | TB    | 16    | 16    | 55      | 34      | 9,5     | 0       | 2             | 15            | 15            | 0             | 6             | 4       |         |
| 2021                               | TB    | 12    | 12    | 31      | 20      | 2,5     | 0       | -             | -             | -             | -             | 4             | 1       |         |
| 2022                               | BAL   | 14    | 13    | 26      | 17      | 3,0     | 0       | 1             | 3             | 3             | 0             | 6             | 1       |         |
| 2023                               | NO    | 1     | 0     | 2       | 1       | 0,0     | 0       | 0             | 0             | 0             | 0             | 0             | 0       |         |
| 2023                               | MIA   | 2     | 0     | 0       | 0       | 0,0     | 0       | 0             | 0             | 0             | 0             | 0             | 0       |         |
| Total                              | Total | 182   | 150   | 631     | 456     | 94,5    | 1       | 5             | 70            | 28            | 3             | 66            | 21      |         |
| Quelle: pro-football-reference.com |       |       |       |         |         |         |         |               |               |               |               |               |         |         |